# أوبون راتشاثاني
أوبون راتشاثاني (بالإنجليزية: Ubon Ratchathani) هي ذيسابان ناخون تقع في تايلاند في موينج أوبون راتشاثاني. يقدر عدد سكانها بـ 106,602 نسمة .

## المناخ
يظهر الجدول التالي التغييرات المناخية على مدار السنة لأوبون راتشاثاني:
| البيانات المناخية لـأوبون راتشاثاني                                                                 | البيانات المناخية لـأوبون راتشاثاني | البيانات المناخية لـأوبون راتشاثاني | البيانات المناخية لـأوبون راتشاثاني | البيانات المناخية لـأوبون راتشاثاني | البيانات المناخية لـأوبون راتشاثاني | البيانات المناخية لـأوبون راتشاثاني | البيانات المناخية لـأوبون راتشاثاني | البيانات المناخية لـأوبون راتشاثاني | البيانات المناخية لـأوبون راتشاثاني | البيانات المناخية لـأوبون راتشاثاني | البيانات المناخية لـأوبون راتشاثاني | البيانات المناخية لـأوبون راتشاثاني | البيانات المناخية لـأوبون راتشاثاني |
| الشهر                                                                                               | يناير                               | فبراير                              | مارس                                | أبريل                               | مايو                                | يونيو                               | يوليو                               | أغسطس                               | سبتمبر                              | أكتوبر                              | نوفمبر                              | ديسمبر                              | المعدل السنوي                       |
| --------------------------------------------------------------------------------------------------- | ----------------------------------- | ----------------------------------- | ----------------------------------- | ----------------------------------- | ----------------------------------- | ----------------------------------- | ----------------------------------- | ----------------------------------- | ----------------------------------- | ----------------------------------- | ----------------------------------- | ----------------------------------- | ----------------------------------- |
| الدرجة القصوى °م (°ف)                                                                               | 37.2 (99.0)                         | 39.2 (102.6)                        | 40.6 (105.1)                        | 42.0 (107.6)                        | 41.2 (106.2)                        | 38.3 (100.9)                        | 38.5 (101.3)                        | 35.8 (96.4)                         | 37.1 (98.8)                         | 35.2 (95.4)                         | 36.5 (97.7)                         | 35.9 (96.6)                         | 42.0 (107.6)                        |
| متوسط درجة الحرارة الكبرى °م (°ف)                                                                   | 31.7 (89.1)                         | 34.0 (93.2)                         | 35.8 (96.4)                         | 36.4 (97.5)                         | 34.7 (94.5)                         | 33.3 (91.9)                         | 32.6 (90.7)                         | 31.9 (89.4)                         | 31.8 (89.2)                         | 31.8 (89.2)                         | 31.4 (88.5)                         | 30.6 (87.1)                         | 33.0 (91.4)                         |
| المتوسط اليومي °م (°ف)                                                                              | 24.2 (75.6)                         | 26.5 (79.7)                         | 28.9 (84.0)                         | 30.0 (86.0)                         | 29.0 (84.2)                         | 28.4 (83.1)                         | 28.0 (82.4)                         | 27.6 (81.7)                         | 27.4 (81.3)                         | 26.8 (80.2)                         | 25.4 (77.7)                         | 23.7 (74.7)                         | 27.2 (81.0)                         |
| متوسط درجة الحرارة الصغرى °م (°ف)                                                                   | 17.5 (63.5)                         | 19.9 (67.8)                         | 22.5 (72.5)                         | 24.4 (75.9)                         | 24.5 (76.1)                         | 24.4 (75.9)                         | 24.2 (75.6)                         | 23.9 (75.0)                         | 23.7 (74.7)                         | 22.5 (72.5)                         | 20.3 (68.5)                         | 17.8 (64.0)                         | 22.1 (71.8)                         |
| أدنى درجة حرارة °م (°ف)                                                                             | 10.0 (50.0)                         | 11.7 (53.1)                         | 10.3 (50.5)                         | 16.4 (61.5)                         | 20.6 (69.1)                         | 20.2 (68.4)                         | 20.0 (68.0)                         | 20.0 (68.0)                         | 19.2 (66.6)                         | 15.9 (60.6)                         | 13.3 (55.9)                         | 8.9 (48.0)                          | 8.9 (48.0)                          |
| معدل هطول الأمطار مم (إنش)                                                                          | 2.0 (0.08)                          | 15.4 (0.61)                         | 30.5 (1.20)                         | 86.8 (3.42)                         | 208.6 (8.21)                        | 240.2 (9.46)                        | 254.4 (10.02)                       | 303.3 (11.94)                       | 293.8 (11.57)                       | 123.1 (4.85)                        | 22.6 (0.89)                         | 1.0 (0.04)                          | 1٬581٫7 (62.27)                     |
| متوسط الأيام الممطرة                                                                                | 0.6                                 | 1.4                                 | 3.5                                 | 7.5                                 | 15.4                                | 17.6                                | 18.8                                | 21.0                                | 19.0                                | 11.3                                | 3.6                                 | 0.6                                 | 120.3                               |
| متوسط الرطوبة النسبية (%)                                                                           | 65                                  | 63                                  | 62                                  | 66                                  | 75                                  | 79                                  | 80                                  | 82                                  | 82                                  | 78                                  | 71                                  | 68                                  | 73                                  |
| ساعات سطوع الشمس الشهرية                                                                            | 226.3                               | 211.9                               | 201.5                               | 186.0                               | 158.1                               | 117.0                               | 120.9                               | 117.8                               | 108.0                               | 145.7                               | 186.0                               | 223.2                               | 2٬002٫4                             |
| ساعات سطوع الشمس اليومية                                                                            | 7.3                                 | 7.5                                 | 6.5                                 | 6.2                                 | 5.1                                 | 3.9                                 | 3.9                                 | 3.8                                 | 3.6                                 | 4.7                                 | 6.2                                 | 7.2                                 | 5.5                                 |
| المصدر #1: Thai Meteorological Department                                                           |                                     |                                     |                                     |                                     |                                     |                                     |                                     |                                     |                                     |                                     |                                     |                                     |                                     |
| المصدر #2: Office of Water Management and Hydrology, Royal Irrigation Department (sun and humidity) |                                     |                                     |                                     |                                     |                                     |                                     |                                     |                                     |                                     |                                     |                                     |                                     |                                     |

## معرض صور

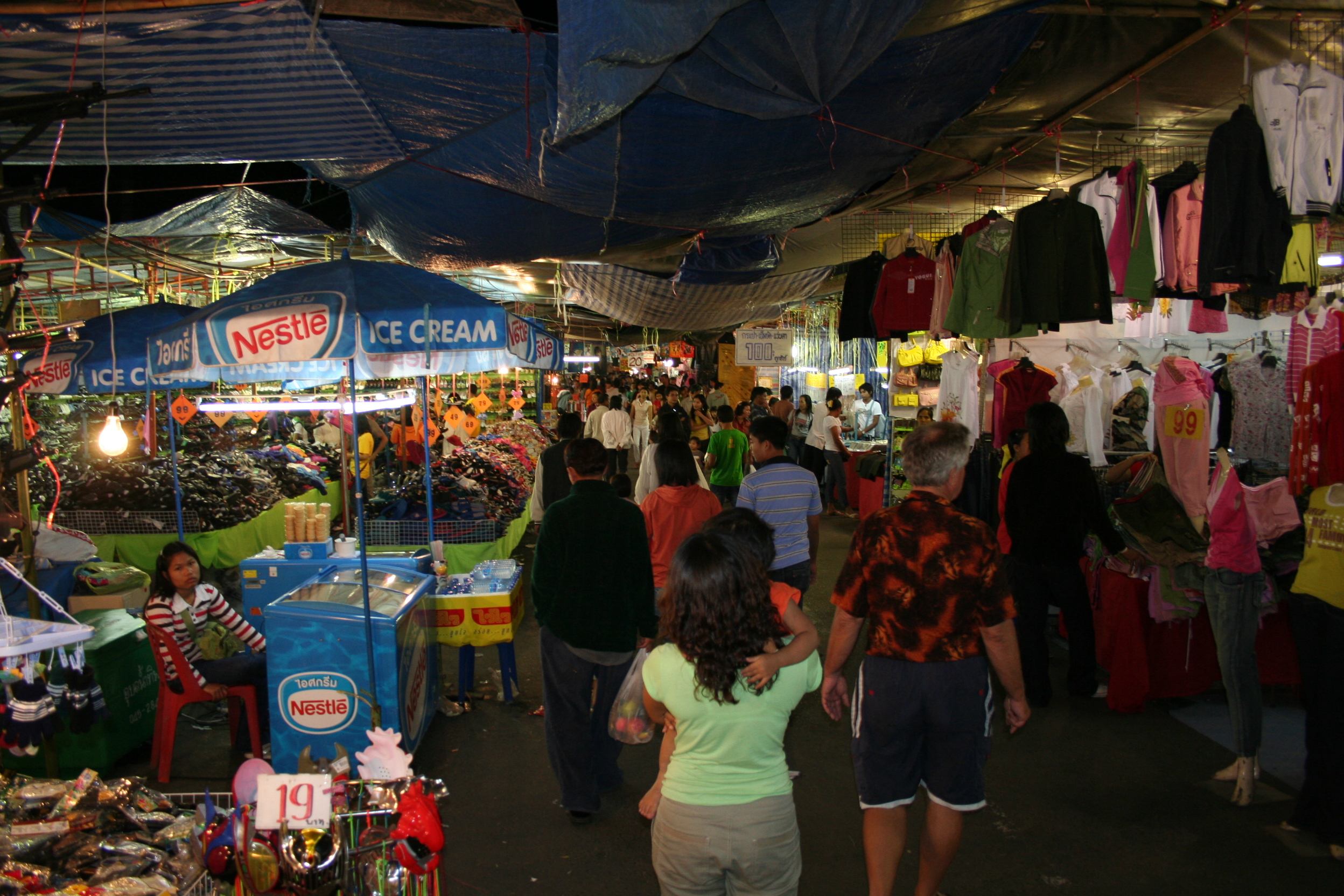
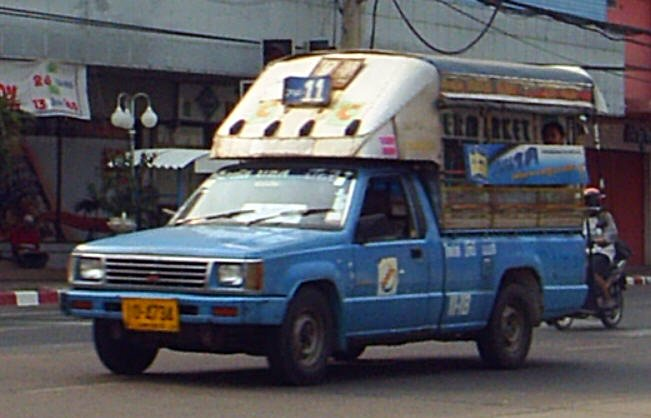
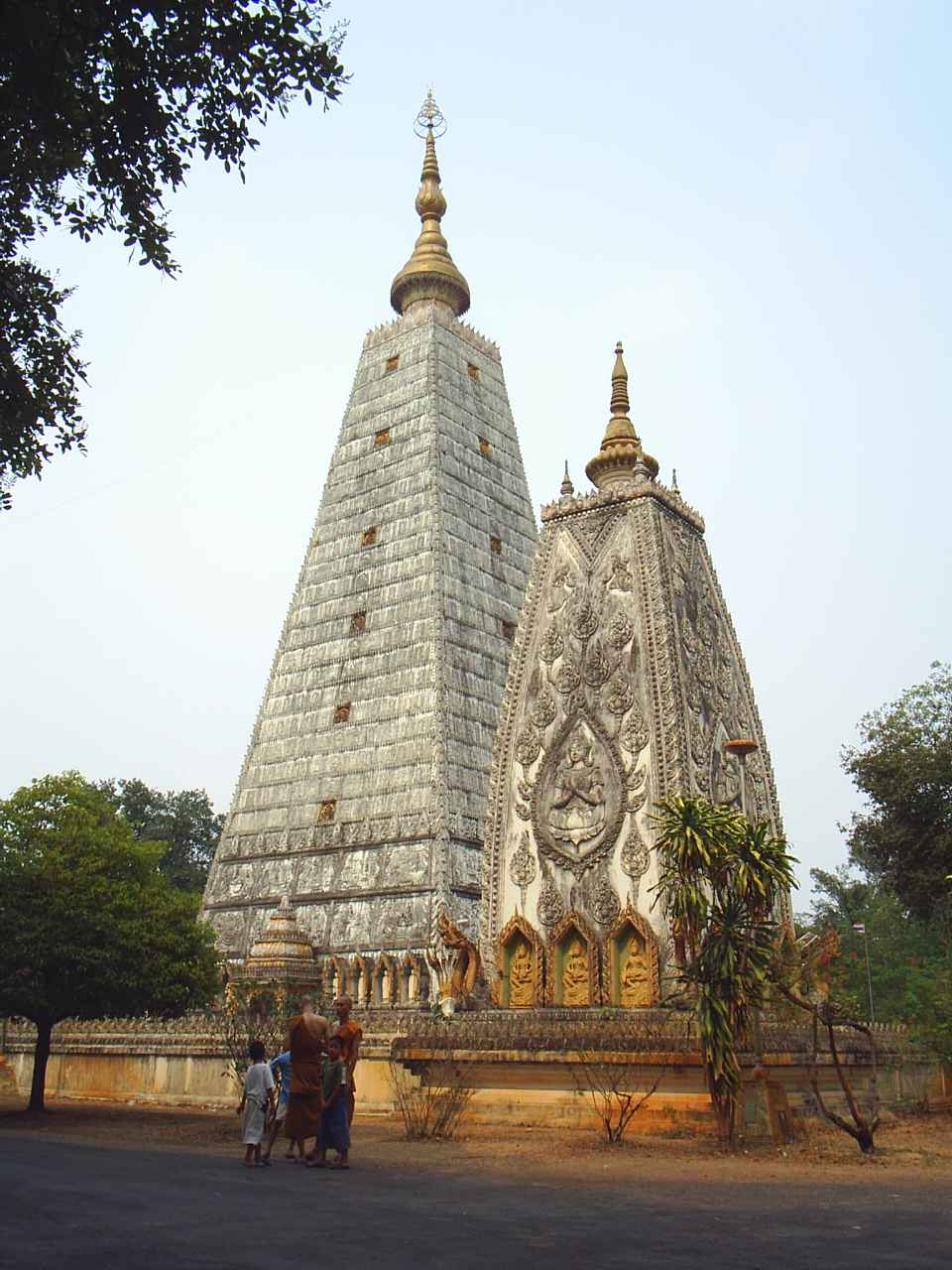
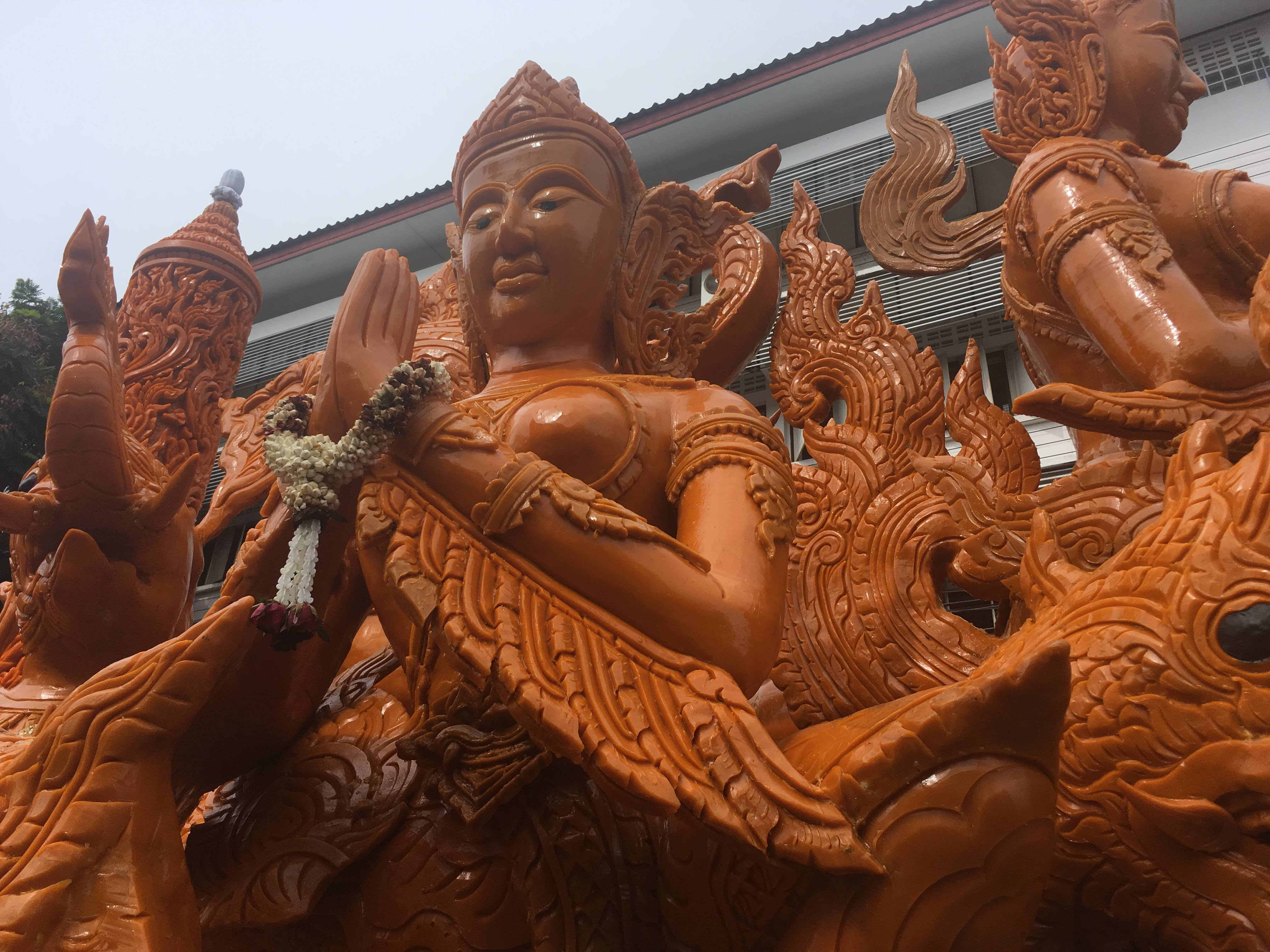
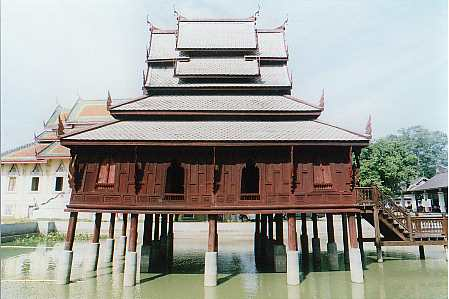

## أعلام
- جاك فيرجيس